# St. Vitus (Dörpen)

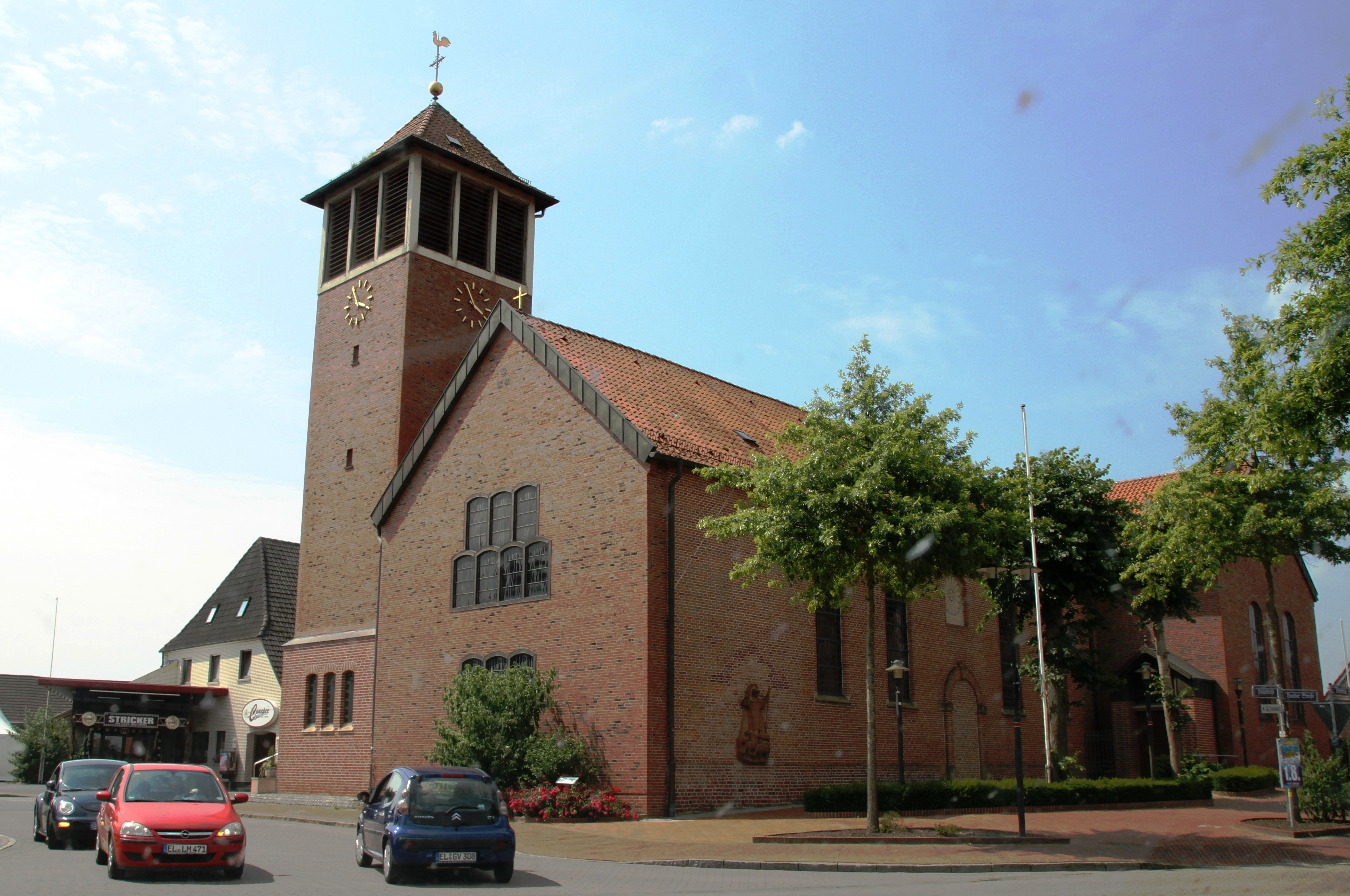
St. Vitus

Die römisch-katholische Pfarrkirche St. Vitus steht in Dörpen, einer Gemeinde im Landkreis Emsland in Niedersachsen. Die Kirchengemeinde bildet zusammen mit den Kirchengemeinden St. Antonius in Dersum und St. Petrus in Heede eine Pfarreiengemeinschaft im Dekanat Emsland-Nord des Bistums Osnabrück.

## Beschreibung
Zwischen 1794 und 1798 wurde anstelle einer alten Kapelle eine klassizistische Saalkirche erbaut, die 1801 eingeweiht wurde. Die Ost-West-Achse der Kirche wurde später umgedreht. Sie wurde 1961/62 durch den Anbau eines Querschiffs an der Westseite des ursprünglichen Chors und die Errichtung eines neuen Chors zu einer Kreuzkirche erweitert. Der 1883 errichtete Kirchturm wurde abgebrochen und an der Südostflanke des Kirchenschiffs neu errichtet. 
Der Innenraum ist mit einer hölzernen, mit Stuck verzierten Flachdecke überspannt. In der Vierung ist eine kuppelartige Vertiefung mit der Darstellung der Trinität. Der älteste Teil der Kirchenausstattung ist eine geschnitzte Pietà vom Anfang des 16. Jahrhunderts. Um 1700 entstand eine Holzfigur des heiligen Vitus. Die Orgel mit 26 Registern, verteilt auf zwei Manuale und Pedal, wurde 1990 von Alfred Führer gebaut.